# هارالد مگی
هارالد مَگی (استونیایی: Harald Mägi; ۱۰ فوریهٔ ۱۹۳۲ – ۱۷ ژانویهٔ ۲۰۱۲) سیاستمدار و نماینده مجلس اهل استونی بود.